# تپه انجیرباغی شماره ۲
تپه انجیر باغی شماره ۲ مربوط به عصر آهن - دوره اشکانیان - دوره ساسانیان است و در شهرستان کبودرآهنگ، بخش شیرین سو، دهستان مهربان علیا، ۱۰۰ متری شرق روستای انجیرباغی واقع شده و این اثر در تاریخ ۷ اسفند ۱۳۸۶ با شمارهٔ ثبت ۲۱۶۱۱ به‌عنوان یکی از آثار ملی ایران به ثبت رسیده است.